# Russula luteotacta
Russula luteotacta é um fungo que pertence ao gênero de cogumelos Russula na ordem Russulales. A espécie foi descrita cientificamente por Rea na obra British Basidiomycetae: A handbook to the larger British fungi em 1922.